# Pointe Ngatbechuul
La pointe Ngatbechuul est un cap situé au nord-est de l'île d'Angaur dans l'État du même nom aux Palaos.

## Toponymie
Le nom local du cap est Bkul a Ngatbechuul.

## Géologie
Le littoral du cap est composé de gravats et de calcaire coralliens composé de fragments de corail, de sable et de matériaux fins agglomérés. Les hauteurs du cap sont composées de sable calcaire, de blocs et de gravats coralliens issus des plages anciennes et actuelles.

## Sources